# Yue (astronomie)
Pour les articles homonymes, voir Yue.
En astronomie chinoise, Yue (月 en chinois, yuè en pinyin) est l'un des noms traditionnels donné à la Lune.

## Référence
- (en) Francis Richard Stephenson et David A. Green, Historical supernovae and their remnants, Oxford, Oxford University Press, 2002, 252 p. (ISBN 0198507666), pages 218 à 222.